# Gliese 849 b
Gliese 849 b is een exoplaneet die in 1914 dagen rond de rode dwerg Gliese 849 draait, op een afstand van gemiddeld 2,35 AE. De massa bedraagt minstens 260 maal die van de aarde.
De exoplaneet werd in 2006 ontdekt door het California and Carnegie Planet Search met de "radialesnelheidsmethode".